# Verano en diciembre
Verano en diciembre es una película de comedia dramática española de 2024, escrita y dirigida por Carolina África, basada en su propia obra de teatro. Está protagonizada por Lola Cordón, Carmen Machi, Bárbara Lennie, Beatriz Grimaldos, Vicky Luengo e Irene Escolar. Tuvo su estreno mundial en la Semana Internacional de Cine de Valladolid (Seminci) el 19 de octubre de 2024, y luego se estrenó en cines españoles el 8 de noviembre de 2024, con distribución de Vértigo Films.

## Argumento
El conflicto se desencadena con la conmemoración anual de un fallecimiento, con el consiguiente encuentro de Teresa (Carmen Machi), sus hijas – Carmen (Bárbara Lennie), Paloma (Vicky Luengo), Noelia (Irene Escolar) y Alicia (Beatriz Grimaldos) – y su suegra, Martina (Lola Cordón), que está bajo el cuidado de Teresa.

## Reparto
- Carmen Machi como Teresa
- Bárbara Lennie como Carmen
- Vicky Luengo como Paloma
- Beatriz Grimaldos como Alicia
- Lola Cordón como Martina
- Irene Escolar como Noelia
- Nacho Fresneda como Rodrigo
- Silvia Marsó
- Antonio Resines como Don Ramón

## Producción
Producida por Mare Films y Vértigo Films, la película ha contado con el respaldo de RTVE, Movistar Plus+ y el Instituto de la Cinematografía y de las Artes Audiovisuales (ICAA). El rodaje comenzó el 30 de octubre de 2023, siendo Kiko de la Rica el encargado de la fotografía. Tuvo un presupuesto de 2,3 millones de euros. Durante el rodaje, el ICAA aprobó una partida de 1,1 millones de euros en concepto de apoyo a la producción de la película.

## Estreno
La película tuvo su estreno mundial en una gala de RTVE en el Teatro Calderón el 19 de octubre de 2024, dentro de la programación de la Seminci. en sección oficial no competitiva. Originalmente, Vértigo Films programó el estreno en cines de Verano en diciembre para el 15 de noviembre de 2024; sin embargo, su lanzamiento finalmente se adelantó para el 8 de noviembre de 2024.

## Recepción
El crítico Juan Pando, de la revista Fotogramas, puntuó la película con 3 de 5 estrellas. Destacó a Lola Cordón, "una auténtica robaplanos", y lamentó el uso excesivo de humor escatológico.